# Tony Astarita
Tony Astarita, pseudonimo di Antonio Astarita (Napoli, 14 aprile 1939 – Napoli, 15 aprile 1998), è stato un cantante italiano.

## Biografia
Nato a Napoli il 14 aprile del 1939  e cresciuto nel quartiere di Porta Capuana, esordì nel 1963 partecipando ad un concorso di voci nuove nella sua regione, il "Pulcinella d'Oro" (in quello stesso anno alla manifestazione partecipano altri interpreti destinati ad una larga notorietà, come Mario Merola, Antonella D'Agostino e Gloriana); venne quindi messo sotto contratto dalla casa discografica Kappaò, per cui incide i primi 45 giri, e successivamente dalla King, etichetta fondata dal cantante Aurelio Fierro.
Proprio in coppia con Fierro vince il Festival di Napoli 1965 con Serenata all'acqua 'e mare; nella stessa edizione presenta anche 'A vita mia, in coppia con Sergio Bruni, che arrivò fino alla semifinale. Al Festival di Napoli 1966, vince il terzo premio con Che chiagne a ffa'?, in abbinamento con Mario Trevi, e presenta Lacreme d'autunno (scritta da Giovanni Marigliano, musica di Enrico Buonafede), con Dino Prota. Sempre nel 1966 partecipa anche a Un disco per l'estate con La cotta, eliminata nella prima fase. Nuovamente con Trevi è al Festival di Napoli 1967: i due cantano Biancaneve, che è eliminata, così come Notte 'e nustalgia, abbinata alla cantante Nora Palladino.
Vince nuovamente il Festival di Napoli 1968 con Core spezzato, in coppia con Mirna Doris, che resta la sua canzone più nota; nella stessa edizione presenta anche 'E carezze D' 'o munno, in abbinamento con Mei Lang Chang, che si qualifica per la finale. Chiudi la tua finestra è invece la canzone con cui partecipa a Un disco per l'estate 1968 e che si qualifica per la finale. Torna ancora al Festival di Napoli 1969 con Nu peccatore, in coppia con Nino Fiore e con Ciento notte, in coppia con Peppino Gagliardi, ed entrambi i brani arrivano in finale. Nello stesso anno partecipa a Un disco per l'estate 1969 con Arrivederci mare, canzone scritta dal maestro Gianni Aterrano, che si classifica al quinto posto.
L'anno successivo le due canzoni che presenta al Festival di Napoli 1970 si classificano entrambe al terzo posto a pari merito: si tratta di 'A madonna d' 'e rose, in coppia con Mario Abbate, e di Distrattamente, in abbinamento con Anna Identici, mentre a Un disco per l'estate 1970 si piazza nuovamente al quinto posto con Ho nostalgia di te. Dopo aver cambiato casa discografica ed essere passato alla Zeus del maestro Gianni Aterrano, partecipa a Canzonissima e a Un disco per l'estate 1972 con Non mi aspettare questa sera, e a Un disco per l'estate 1974 con Stanotte 'mbraccio a te.
Nel 1973 partecipa alla Piedigrotta: Le nuove Canzoni di Napoli.
Muore a 59 anni a causa di un tumore.
Riposa al cimitero di Poggioreale di Napoli.

## Discografia

### 33 giri
- 1966: Serenata 'mbriaca (King, LFK 0062005)
- 1967: Tony Astarita (Kappaò, SCT 30002)
- 1970: Nu peccatore (King, NLU 62011)
- 1975: 'Nu poco e Napule (Zeus, BS 3027)
- 1976: Canzone amara (ATA, NDL 0009)
- 1980: Vecchia Napoli (Holiday, HLP 1001)
- 1981: Tony Astarita 1981 (Holiday, HLP 1003)

### 45 giri
- 1963: Dannazione/Spina avvelenata (Phonotype, PH 43)
- 1963: Ciucciariello 'e carretta/Mare perdoname (Kappaò, K 10001)
- 1963: Catena/'O impicciusiello (Kappaò, K 10002)
- 1963: 'E cancelle/I' tenevo 15 anne (Kappaò, K 10008)
- 1963: Dint' 'a chiesa/Serenata marenara (Kappaò, K 10010)
- 1963: Indifferentemente/Nun lassà Surriento (Kappaò, K 10011)
- 1964: Carcerato/Via nova (Kappaò, K 10014)
- 1964: Dannazione/Spina avvelenata (Kappaò, K 10016)
- 1964: 'Nnucentemente/Comma 'na rosa (Kappaò, K 10017)
- 1964: Russulella/Palazziello suppuntato (Kappaò, K 10018)
- 1964: 'O meglio amico/Presentimento (Kappaò, K 10020)
- 1964: Sole 'e luglio/Me parlano 'e te (Kappaò, K 10029)
- 1964: Napule è una/Sì turnata (Kappaò, K 10030)
- 1964: Cagna 'a via/Canciello niro (Kappaò, K 10032)
- 1965: 'A vita mia/Cara Maria (King, AFK 56044)
- 1965: Serenata all'acqua e mare/Doje catene (King, AFK 56047)
- 1966: La cotta/E piangerai (King, AFK 56048)
- 1966: Che chiagne a fa'/Lacreme d'autunno (King, AFK 56054)
- 1966: Scugnizza/E si stata tu! (King, AFK 56058)
- 1967: Gli occhi di Maria/Perdutamente amore (King, AFK 56065)
- 1967: Biancaneve/Tu chiagne (King, AFK 56068)
- 1967: Notte 'e nustalgia/Margellina senz''e te (King, AFK 56069)
- 1968: Chiudi la tua finestra/Il pianto dell'addio (King, AFK 56076)
- 1968: 'E carezze d''o munno/Mille pagine d'ammore (King, AFK 56081)
- 1968: Core spezzato/Rossa (King, AFK 56082)
- 1968: Castigo e no pietà/Tutto è fernuto (King, AFK 56089)
- 1968: I giorni che non sei qui con me/Il mondo è splendido (King, AFK 56090)
- 1969: Matenata 'e sole/Nuie simme (King, AFK 56097)
- 1969: Arrivederci mare/Amore ti ringrazio (King, AFK 56100)
- 1969: Tu felicità/'O bene mio pè te (King, AFK 56101)
- 1969: Nu peccatore/Passione 'e gelusia (King, AFK 56104)
- 1969: Ciento notte/Faccella 'e cera (King, AFK 56105)
- 1970: La paloma/Un giocattolo vero (King, AFK 56107)
- 1970: Da quando Maria mi ha lasciato/Nemmeno una parola (Ariston Records, AR 0344)
- 1970: Ho nostalgia di te/Tu mi hai fatto innamorare (Ariston Records, AR 0359)
- 1970: A Madonna d' 'e rose/Distrattamente (Ariston Records, AR 0369)
- 1970: Tango del mare/Non bussare alla mia porta (Ariston Records, AR 0374)
- 1971: Strana malinconia/La barca rossa (Ariston Records, AR 0507)
- 1972: Coppola nera/'A recita (Zeus, BE 351)
- 1972: Non mi aspettare questa sera/Cosa sarò (Zeus, BE 353)
- 1972: Io nun credo cchiù a niente/Na' rossa malupina (Zeus, BE 354)
- 1973: Ti prego non piangere/Un po' di tenerezza (Zeus, BE 366)
- 1973: 'O bar dell'università/Varca azzurra (West, WNP 6)
- 1974: Stanotte mbraccio a te/L'avventuriero (King, NSP 56142)
- 1974: Unica per me/Occhi italiani (ATA, ND 890)
- 1981: Te sto aspettanno/Nun me scrivere cchiù (Holiday, TG 10001)